# ماونت جورج (آرکانزاس)
ماونت جورج (به انگلیسی: Mount George) یک منطقهٔ مسکونی در ایالات متحده آمریکا است که در شهرستان یل، آرکانزاس واقع شده‌است. ماونت جورج ۱۰۶٫۰۷ متر بالاتر از سطح دریا واقع شده‌است.